# PhyloCode
Le Code international de nomenclature phylogénétique, connu sous le nom plus court de PhyloCode, est un code de nomenclature phylogénétique. Sa version actuelle est  conçue pour réguler la dénomination des clades, laissant la gouvernance des noms d'espèces à des codes basés sur le rang (CIN, CINZ, nomenclature bactérienne).
Le PhyloCode est développé par la Société internationale pour la nomenclature phylogénétique (ISPN). Il est entré en vigueur avec la publication d'une monography (Phylonyms), en 2020. Cette monographie contient les premiers noms établis sous le PhyloCode.